# The Settlers: Heritage of Kings
The Settlers: Heritage of Kings (også kendt uofficielt som The Settlers V, originale tyske titel: Die Siedler – das Erbe der Könige) er det femte spil i Settlers-serien af Real Time Strategy, spil til pc'en.

## Oversigt
Til forskel fra det gameplay man har i The Settlers IV, kan man ikke længere selv bestemme hvem man vil spille som.

## Ekspansion
Der er to udvidelsespakker der kan installeres:
- The Settlers: Heritage of Kings – Expansion Disc
- The Settlers: Heritage of Kings – Legends Expansion Disc

Den første udvidelse tilføjer brobygning og følgende tegn:
- Drake – The Bounty Hunter
- Yuki – The Mercenary
- Kala – The Witch af den indhyllede People

Den anden udvidelse gør det muligt at spille:
- Kerberos – The Dark Knight
- Mary De Mortfichet – tidligere leder af Kaliox
- Varg – leder af Wolf Bandits